# تیم دوچرخه‌سواری مرسیه
تیم دوچرخه‌سواری مرسیه (فرانسوی: Mercier‎) یک تیم دوچرخه‌سواری در کشور فرانسه بوده.
این تیم در سال ۱۹۳۵ تأسیس و در سال ۱۹۸۴ منحل شده‌است.

## افتخارات
- قهرمان بخش تیمی تور دو فرانس ۱۹۷۲، ۱۹۷۵، ۱۹۷۸، ۱۹۸۰، ۱۹۸۲
- قهرمان بخش تیمی تور دوچرخه‌سواری ووئلتا اسپانیا ۱۹۶۵